# Utricularia meyeri
Utricularia meyeri — вид рослин із родини пухирникових (Lentibulariaceae). 

## Середовище проживання
Зростає у сх. Болівії (Санта-Крус) й зх.-цн. Бразилії (сх. Мату Гросу, зх. Гояс).